# ソアーヴェ
ソアーヴェ（伊: Soave）は、イタリア共和国ヴェネト州ヴェローナ県にある、人口約7,200人の基礎自治体（コムーネ）。
ワインの産地として知られ、この地域付近の特産品である「ソアーヴェ」は、代表的なイタリアワインの一つである。

## 名称
日本語表記は「ソアベ」、「ソアヴェ」とすることが多い。

## 地理

### 位置・広がり
ソアーヴェは県都ヴェローナから23km東にある。

#### 隣接コムーネ
隣接するコムーネは以下の通り。
- ベルフィオーレ
- カッツァーノ・ディ・トラミーニャ
- コロニョーラ・アイ・コッリ
- モンテッキーア・ディ・クロザーラ
- モンテフォルテ・ダルポーネ
- サン・ボニファーチョ

### 気候分類・地震分類
気候分類では、zona E, 2362 GGに分類される。
また、イタリアの地震リスク階級 (it) では、zona 2 (sismicità media) に分類される。

## 行政

### 分離集落
ソアーヴェには、以下の分離集落（フラツィオーネ）がある。
- Castelletto, Castelcerino, Costeggiola, Fittà

## 文化

### 記念物
- Castello scaligero
- Palazzo Scaligero
- Palazzo Cavalli
- Palazzo di Giustizia

## 姉妹都市
- Claye-Souilly、フランス
- ケールハイム（英語版）、ドイツ